# Camponotus cameratus
Camponotus cameratus är en myrart som beskrevs av Hugo Viehmeyer 1925. Camponotus cameratus ingår i släktet hästmyror, och familjen myror. Inga underarter finns listade.